# Calvin Valies
Calvin Moreno Valies (Amsterdam, 22 januari 1995) is een Nederlands-Surinaams die doorgaans speelt als middenvelder. In juli 2023 verliet hij FC Aalsmeer.

## Clubcarrière
Valies was actief in de jeugd van FC Amstelland en speelde in het seizoen 2003/04 voor Zeeburgia. Aldaar werd hij gescout door Ajax, waar hij zes seizoenen voor uitkwam. In 2009 stapte de middenvelder over naar ADO Den Haag, waar hij tot 2014 voor uit zou komen. In juni 2014 was de toen transfervrije speler op proef bij Telstar, waar hij later ook een eenjarige verbintenis tekende. Op 11 augustus debuteerde Valies, tijdens een 3–0 nederlaag op bezoek bij Jong Ajax. Van coach Michel Vonk mocht hij negen minuten voor tijd invallen voor Frank Korpershoek.
Medio 2017 liep zijn contract af en in september van dat jaar verbond Valies zich aan het Griekse PAE Veria. Eind februari 2018 ging Valies aan de slag bij het Roemeense Luceafărul Oradea. Een halfjaar later werd Syrianska zijn nieuwe werkgever, waar hij opnieuw een halfjaar zou spelen. Na dit halve jaar keerde Valies terug naar Nederland, om voor OFC te gaan spelen. Hier speelde hij een half seizoen, waarna hij zonder club kwam te zitten. Medio 2020 tekende Valies bij FC Aalsmeer.